# أبو بكر الكرجي
ولد أبو بكر محمد بن الحساب الكرخي أو الكرجي في جانب كرج بإيران حاليًا، ولكن المؤرخين متفقون على تلقيبه بالكرخي نسبة الى الكرخ وهي ضاحية من ضواحي بغداد ولا يُعرف تاريخ ولادته. وقضى حياته في بغداد وأعطى إنتاجه في تلك المدينة الزاهرة (في أواخر القرن العاشر وبداية القرن الحادي عشر الميلادي)، وتوفي هناك في عام 429 هـ/1020م، وقد قضى جزءاً كبيرا من حياته في المناطق الجبلية حيث اشتغل بأعمال الهندسة.

## اسمه ومولده
هو أبو بكر محمد بن الحسن الكرجي العالم الرياضي والمهندس، المولود في جانب كرج (إيران). المجهول سنة المولد والمتوفى سنة 410 هـ/ 1020م. برع في الأنماط الرياضية وابتكر مثلثه المشهور الذي يعرف اليوم بمثلث باسكال.

## أعماله
اهتم الكرجي اهتماماً كبيراً بعلمي الحساب والجبر فكان نتاجه عظيماً في هذين الحقلين، وبقيت أوروبا تستخدم نتاجه مدة طويلة من الزمن. كذلك قام بابتكار بعض الأفكار الرياضية واستخدمها في مؤلفاته الرياضية ومن هذه الأفكار ما يلي :
- العدد الذي لوأضيف إليه مربعه لكان الناتج مربعاً• ولو طرح منه مربعه لكان الناتج مربعاً.

أي أن : س + س == ص، س - س == ع وقد حل هذه المسألة بطريقة مطوّلة جداً تدل على العمق في البحث.
النظريات التي تتعلق• بإيجاد مجموع مربعات ومكعبات الأعداد التي عددها ن.
عددان مجموع مكعبيهما• يساوي العدد الثالث. أي أن س + س = ص. حل الكرجي هذه المسألة مستعملاً الأعداد الجذرية.
دراسة منظمة للمقادير الجبرية المرفوعة لأسس مختلفة مستخدماً• العمليات الحسابية على هذه المقادير، وكذلك دراسته للمتتاليات مثل : س، س ،….، س ،…. وـ، ـ، …،ـ وبالتالي استنتج مايلي : 1) ــ × ــ == ــ 2) ــ × ــ == ــ
3) ــ × س == ــ 4) ــ × س == ــ
5) ــ × س = س حيث م، ن في جميع الحالات السابقة عددان صحيحان
تطوير القانون العام المعروف لحل المعادلات من الدرجة الثانية•.
ابتكار طريقة لجمع وطرح الأعداد الصم واستنتج القانون التالي :•
أ + ب = (أ + ب) + 2 أ ب وغير ذلك من الأفكار الرياضية التي ابتكرها ويرجع الفضل له في الابتكار.

## مؤلفاته
من أهم مؤلفاته: كتاب الفخري وكتاب البديع.